# Pierre-Émile Engel
Pierre-Émile Engel (París, 15 de febrer de 1847 – 1927) fou un tenor i compositor francès.
Va fer els estudis al Liceu Enric IV i es consagrà al cant, havent actuat com a tenor en els teatres de la Monnaie de Brussel·les, La Scala de Milà, òpera i òpera còmica de París, Covent Garden de Londres i altres de Nàpols, Roma, Sant Petersburg, etc. Es distingí especialment, en la interpretació de Die Walküre, Les Templiers, Gwendoline, Brisais, La coupe et les lèvres, le rêve, Thamasah, etc. És autor d'un bon nombre de melodies, entre les que hi figuren com a principals: Hymne à la France; Le bon Gite; Le Rhin allemand; Le Clairon; Le coq gaulois; Par la fénetre blanche; Stances de Malherbe; Le pardon; Peau d'âne; Voici s'endormir les jasmins; Tantum ergo; Les diables bleus; Epithalame; Sous leurs beguines blanches, etc.